# Coupe d'Allemagne féminine de football 2023-2024
Navigation
Édition précédente Édition suivante
Le DFB-Pokal Frauen 2023-2024 est la 44e édition de la Coupe d'Allemagne féminine.
Il s'agit d'une compétition à élimination directe ouverte aux clubs évoluant cette saison ou ayant évolué la saison passée en Frauen-Bundesliga ou 2. Frauen-Bundesliga ainsi qu'aux vainqueurs de coupes régionales de la saison précédente. Elle est organisée par la Fédération allemande de football (DFB).
La finale a lieu le 9 mai 2024 au RheinEnergieStadion à Cologne.

## Calendrier de la compétition
| Tour                                                                                   | Nom                 | Dates retenues                            | Équipes participantes | Équipes restantes |
| -------------------------------------------------------------------------------------- | ------------------- | ----------------------------------------- | --------------------- | ----------------- |
| 1                                                                                      | Premier tour        | Les 12 août 2023 au 14 août 2023          | 32                    | 16                |
| (entrée en lice des douze équipes de Frauen-Bundesliga 2022-2023) plus les deux promus |                     |                                           |                       |                   |
| 2                                                                                      | Deuxième tour       | Les 9 septembre 2023 au 11 septembre 2023 | 32                    | 16                |
| 3                                                                                      | Huitièmes de finale | Les 25 novembre 2023 au 26 novembre 2023  | 16                    | 8                 |
| 4                                                                                      | Quarts de finale    | Les 5 mars 2024 et 7 mars 2024            | 8                     | 4                 |
| 5                                                                                      | Demi-finales        | Le 30 mars 2024 et 31 mars 2024           | 4                     | 2                 |
| 6                                                                                      | Finale              | Le 9 mai 2024                             | 2                     | 1                 |

## Premier tour
Tirage au sort le 29 juin 2023.
| Date       | Club                          | Score                | Club                          |
| ---------- | ----------------------------- | -------------------- | ----------------------------- |
| 12.08.2023 | Karlsruher SC (D3)            | 0 - 4                | SC Sand (D2)                  |
| 12.08.2023 | TSV Jahn Calden (D3)          | 7 - 0                | 1. FFC Montabaur (D3)         |
| 13.08.2023 | Rostocker FC (D4)             | 1 - 13               | DSC Arminia Bielefeld (D3)    |
| 13.08.2023 | SV Henstedt-Ulzburg (D3)      | 7 - 0                | Borussia Bocholt (D4)         |
| 13.08.2023 | ATS Buntentor (D3)            | 1 - 4                | Hambourg SV (D2)              |
| 13.08.2023 | FC Viktoria 1889 Berlin (D3)  | 3 - 1                | TSV Barmke (D3)               |
| 13.08.2023 | SV Grün-Weiss Brieselang (D4) | 0 - 1                | SFC Stern 1900 (D4)           |
| 13.08.2023 | FC St. Pauli (D3)             | 4 - 4 ap (3 - 2 tab) | Magdeburger FFC (D3)          |
| 13.08.2023 | VfL Bochum (D3)               | 3 - 2 ap             | SC Fortuna Köln (D3)          |
| 13.08.2023 | Kickers Offenbach (D3)        | 2 - 0                | 1. FC Riegelsberg (D3)        |
| 13.08.2023 | 1. FFV Erfurt (D3)            | 0 - 1                | 1. FSV Mainz 05 (D3)          |
| 13.08.2023 | Hegauer FV (D4)               | 6 - 2                | Chemnitzer FC (D4)            |
| 13.08.2023 | FC Ingolstadt (D2)            | 2 - 3                | FC Carl Zeiss Iéna (D2)       |
| 13.08.2023 | SV Hegnach (D3)               | 1 - 0                | SV Elversberg (D3)            |
| 13.08.2023 | FFC Wacker Munich (D3)        | 0 - 4                | SV 67 Weinberg (D2)           |
| 15.08.2023 | Holstein Kiel (D3)            | 2 - 3                | Borussia Mönchengladbach (D2) |

## Deuxième tour
Tirage au sort le 15 août 2023.
| Date       | Club                          | Score  | Club                     |
| ---------- | ----------------------------- | ------ | ------------------------ |
| 08/09/2023 | FC St. Pauli (D3)             | 1 - 7  | Hambourg SV (D2)         |
| 09/09/2023 | SFC Stern 1900 (D3)           | 0 - 10 | FC Cologne (D1)          |
| 09/09/2023 | VfL Bochum (D3)               | 0 - 4  | SG Essen-Schönebeck (D1) |
| 09/09/2023 | FC Carl Zeiss Iéna (D2)       | 1 - 0  | 1. FC Nuremberg (D1)     |
| 09/09/2023 | SV 67 Weinberg (D2)           | 0 - 7  | TSG Hoffenheim (D1)      |
| 09/09/2023 | Borussia Mönchengladbach (D2) | 0 - 3  | Werder Brême (D1)        |
| 09/09/2023 | DSC Arminia Bielefeld (D3)    | 1 - 6  | MSV Duisbourg (D1)       |
| 09/09/2023 | FC Viktoria 1889 Berlin (D3)  | 4 - 0  | SV Henstedt-Ulzburg (D3) |
| 09/09/2023 | FSV Gütersloh (D2)            | 0 - 7  | RB Leipzig (D1)          |
| 10/09/2023 | FFC Turbine Potsdam (D2)      | 0 - 2  | VfL Wolfsburg (D1)       |
| 10/09/2023 | SC Sand (D2)                  | 1 - 2  | SC Fribourg (D1)         |
| 10/09/2023 | SG 99 Andernach (D2)          | 0 - 2  | Bayern Munich (D1)       |
| 10/09/2023 | Kickers Offenbach (D3)        | 3 - 0  | SV Hegnach (D3)          |
| 10/09/2023 | 1. FSV Mainz 05 (D3)          | 3 - 0  | TSV Jahn Calden (D3)     |
| 10/09/2023 | SV Meppen (D2)                | 0 - 3  | Bayer 04 Leverkusen (D1) |
| 13/09/2023 | Hegauer FV (D4)               | 0 - 8  | Eintracht Francfort (D1) |

## Huitièmes de finale
Tirage au sort le 15 septembre 2023.
| Date       | Club                         | Score | Club                     |
| ---------- | ---------------------------- | ----- | ------------------------ |
| 24/11/2023 | VfL Wolfsburg (D1)           | 5 - 0 | Werder Brême (D1)        |
| 25/11/2023 | Hambourg SV (D2)             | 0 - 4 | Bayer 04 Leverkusen (D1) |
| 25/11/2023 | SG Essen-Schönebeck (D1)     | 4 - 3 | FC Cologne (D1)          |
| 25/11/2023 | FC Viktoria 1889 Berlin (D3) | 1 - 3 | FC Carl Zeiss Iéna (D2)  |
| 26/11/2023 | TSG Hoffenheim (D1)          | 3 - 0 | RB Leipzig (D1)          |
| 26/11/2023 | 1. FSV Mainz 05 (D3)         | 0 - 2 | MSV Duisbourg (D1)       |
| 08/02/2024 | Eintracht Francfort (D1)     | 2 - 1 | SC Fribourg (D1)         |
| 14/02/2024 | Kickers Offenbach (D3)       | 0 - 6 | Bayern Munich (D1)       |

## Quarts de finale
| Date       | Club                     | Score | Club                     |
| ---------- | ------------------------ | ----- | ------------------------ |
| 05/03/2024 | Bayer 04 Leverkusen (D1) | 1 - 2 | SG Essen-Schönebeck (D1) |
| 05/03/2024 | Eintracht Francfort (D1) | 4 - 1 | MSV Duisbourg (D1)       |
| 05/03/2024 | FC Carl Zeiss Iéna (D1)  | 0 - 3 | Bayern Munich (D1)       |
| 05/03/2024 | TSG Hoffenheim (D1)      | 0 - 3 | VfL Wolfsburg (D1)       |

## Demi-finales
| Date       | Club               | Score         | Club                     |
| ---------- | ------------------ | ------------- | ------------------------ |
| 30/03/2024 | VfL Wolfsburg (D1) | 9 - 0         | SG Essen-Schönebeck (D1) |
| 05/03/2024 | Bayern Munich (D1) | 1 - 1 tab 3-1 | Eintracht Francfort      |

## Finale
| 9 mai 2024 à 16h00 | Bayern Munich | 0 - 2   | VfL Wolfsburg | RheinEnergieStadion, Cologne |                      |
|                    |               | (0 - 2) |               | Spectateurs : 44 400         | Spectateurs : 44 400 |